# Nikoloz Ckitišvili
Nikoloz Ckitišvili (gruzijski  ნიკოლოზ ცქიტიშვილი;) (Tbilisi, 14. travnja 1983.) je gruzijski košarkaš. Igra na mjestu krilnog centra. Visine je 213 cm. 
Igrao je u Sloveniji za Slovan, u Italiji za Treviso. Na Draftu 2002. izabrali su ga u 1. krugu kao 5. izbor Denver Nuggetsi. Ondje je iste godine zaigrao u NBA, a poslije je igrao u Golden State Warriorsima, Minnesota Timberwolvesima i Phoenix Sunsima. Poslije se vratio u Europu gdje je igrao za Caju San Fernando, Teramo Basket, Altu Gestion, Panionios i Lagun Aro GBC. Nakon toga otišao je u Iran gdje je igrao za Mahram iz Teherana, a danas igra za isfahanski Fulad Mahan.